# Arquidiócesis de Cuiabá
La arquidiócesis de Cuiabá (en latín: Archidioecesis Cuiaben(sis) y en portugués: Arquidiocese de Cuiabá) es una circunscripción eclesiástica latina de la Iglesia católica en Brasil, sede metropolitana de la provincia eclesiástica de Cuiabá. La arquidiócesis tiene al arzobispo Mário Antônio da Silva como su ordinario desde el 23 de febrero de 2022. 

## Territorio y organización

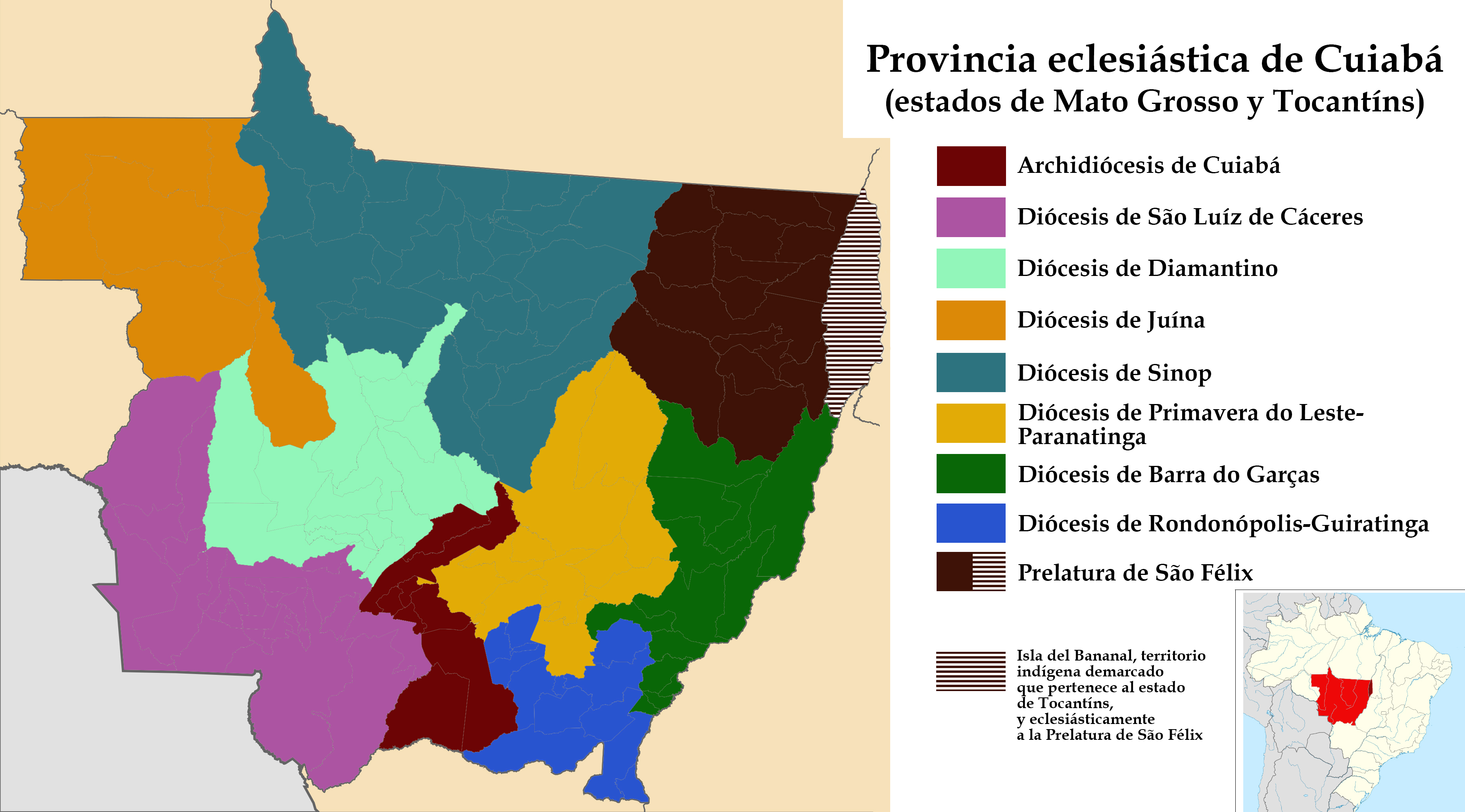
Diócesis de la provincia eclesiástica de Cuiabá

La arquidiócesis tiene 24 542 km² y extiende su jurisdicción sobre los fieles católicos de rito latino residentes en los municipios del estado de Mato Grosso de: Acorizal, Jangada, Nobres, Rosário Oeste, Várzea Grande y en parte de los municipios de: Barão de Melgaço, Cuiabá y Santo Antônio do Leverger.
La sede de la arquidiócesis se encuentra en la ciudad de Cuiabá, en donde se halla la Catedral metropolitana basílica del Señor Buen Jesús. 
En 2019 en la arquidiócesis existían 28 parroquias.
La arquidiócesis tiene como sufragáneas a las diócesis de: Barra do Garças, Diamantino, Juína, Primavera do Leste-Paranatinga, Rondonópolis-Guiratinga, São Luiz de Cáceres, Sinop y a la prelatura territorial de São Félix.

## Historia
La prelatura territorial de Cuiabá fue erigida el 6 de diciembre de 1745 con el breve Candor lucis aeternae del papa Benedicto XIV separando territorio de la arquidiócesis de San Sebastián de Río de Janeiro, de la que originalmente era sufragánea. Inicialmente, el territorio de la prelatura se extendía por aproximadamente 1 400 000 km² incluyendo los actuales estados de Mato Grosso, Mato Grosso del Sur y Rondonia.
A pesar de la erección canónica de la prelatura territorial, el primer prelado en llegar a Cuiabá fue Luiz de Castro Pereira en 1808. Hasta entonces sólo había sido nombrado otro prelado, en 1782, es decir 36 años después de la constitución de la prelatura, que sin embargo, nunca fue a Cuiabá, y finalmente fue trasladado a la prelatura territorial de Goiás en 1788. Su sucesor fue nombrado dieciséis años después y tomó otros cuatro antes de tomar posesión de la sede.
El 15 de julio de 1826 la prelatura territorial fue elevada a diócesis con la bula Sollicita Catholici Gregis Cura del papa León XII.
El 5 de abril de 1910 la diócesis cedió partes de su territorio para la erección de las diócesis de Corumbá y São Luiz de Cáceres y al mismo tiempo fue elevada al rango de arquidiócesis metropolitana con la bula Novas constituere del papa Pío X.
El 12 de mayo de 1914 cedió una porción de su territorio para la erección de la diócesis de Registro do Araguaia (luego diócesis de Guiratinga). El 22 de marzo de 1929 cedió una porción de su territorio para la erección de la diócesis de Diamantino mediante la bula Cura universae Ecclesiae del papa Pío XI. El 13 de julio de 1940 volvió a ceder otra porción de su territorio para la erección de la prelatura territorial de Chapada (hoy diócesis de Rondonópolis-Guiratinga) mediante la bula Quo christifidelibus del papa Pío XII. El 25 de junio de 2014 cedió algunas porciones de territorio para la diócesis de Rondonópolis, que a su vez tomó el nombre de Rondonópolis-Guiratinga mediante la bula Ad totius dominici del papa Francisco.

## Estadísticas
De acuerdo al Anuario Pontificio 2020 la arquidiócesis tenía a fines de 2019 un total de 832 230 fieles bautizados.
| Año                                                                             | Población            | Población | Población      | Sacerdotes | Sacerdotes    | Sacerdotes    | Bautizados por sacerdote | Diáconos permanentes | Religiosos | Religiosos | Parroquias |
| Año                                                                             | Bautizados católicos | Total     | % de católicos | Total      | Clero secular | Clero regular | Bautizados por sacerdote | Diáconos permanentes | Varones    | Mujeres    | Parroquias |
| ------------------------------------------------------------------------------- | -------------------- | --------- | -------------- | ---------- | ------------- | ------------- | ------------------------ | -------------------- | ---------- | ---------- | ---------- |
| 1949                                                                            | 84 500               | 85 000    | 99.4           | 23         |               | 23            | 3673                     |                      | 15         | 35         | 11         |
| 1966                                                                            | 148 000              | 160 000   | 92.5           | 29         | 3             | 26            | 5103                     |                      | 48         | 85         | 12         |
| 1970                                                                            | 185 000              | 200 000   | 92.5           | 28         | 2             | 26            | 6607                     |                      | 35         | 112        | 12         |
| 1976                                                                            | 210 000              | 220 000   | 95.5           | 35         | 6             | 29            | 6000                     |                      | 34         | 122        | 16         |
| 1980                                                                            | 114 000              | 126 000   | 90.5           | 36         | 5             | 31            | 3166                     |                      | 38         | 115        | 17         |
| 1990                                                                            | 385 000              | 434 000   | 88.7           | 43         | 7             | 36            | 8953                     |                      | 46         | 131        | 21         |
| 1999                                                                            | 800 000              | 900 000   | 88.9           | 51         | 13            | 38            | 15 686                   |                      | 57         | 136        | 22         |
| 2000                                                                            | 800 000              | 920 000   | 87.0           | 57         | 18            | 39            | 14 035                   |                      | 56         | 135        | 23         |
| 2001                                                                            | 680 000              | 766 727   | 88.7           | 62         | 21            | 41            | 10 967                   |                      | 56         | 135        | 23         |
| 2002                                                                            | 700 000              | 800 000   | 87.5           | 61         | 22            | 39            | 11 475                   |                      | 73         | 120        | 22         |
| 2003                                                                            | 700 000              | 796 572   | 87.9           | 64         | 24            | 40            | 10 937                   |                      | 69         | 126        | 22         |
| 2004                                                                            | 700 000              | 809 631   | 86.5           | 64         | 26            | 38            | 10 937                   |                      | 63         | 121        | 22         |
| 2006                                                                            | 724 166              | 851 961   | 85.0           | 73         | 32            | 41            | 9920                     |                      | 57         | 110        | 23         |
| 2013                                                                            | 796 000              | 936 000   | 85.0           | 93         | 37            | 56            | 8559                     |                      | 78         | 139        | 27         |
| 2016                                                                            | 816 000              | 928 000   | 87.9           | 83         | 33            | 50            | 9831                     |                      | 63         | 140        | 27         |
| 2019                                                                            | 832 230              | 943 460   | 88.2           | 105        | 43            | 62            | 7926                     |                      | 74         | 140        | 28         |
| Fuente: Catholic-Hierarchy, que a su vez toma los datos del Anuario Pontificio. |                      |           |                |            |               |               |                          |                      |            |            |            |

## Episcopologio
- Sede vacante (1745-1782)
- José Nicolau de Azevedo Coutinho Gentil † (23 de enero de 1782-7 de marzo de 1788 nombrado prelado de Goiás) (obispo electo)
- Sede vacante (1788-1804)

- Luiz de Castro Pereira, C.S.I. † (29 de octubre de 1804-1 de agosto de 1822 falleció)
  - José María de Macerata, O.F.M.Cap. † (23 de agosto de 1823-1831 renunció) (obispo electo)
- José Antônio dos Reis † (2 de julio de 1832-11 de octubre de 1876 falleció)
- Carlos Luiz d'Amour † (21 de septiembre de 1877-9 de julio de 1921 falleció)
- Francisco de Aquino Correa, S.D.B. † (26 de agosto de 1921-22 de marzo de 1956 falleció)
- Orlando Chaves, S.D.B. † (18 de diciembre de 1956-15 de agosto de 1981 falleció)
- Bonifácio Piccinini, S.D.B. † (15 de agosto de 1981 por sucesión-9 de junio de 2004 retirado)
- Mílton Antônio dos Santos, S.D.B. (9 de junio de 2004 por sucesión-23 de febrero de 2022 retirado)
- Mário Antônio da Silva, desde el 23 de febrero de 2022